# Filtrage par adresse MAC
Pour les articles homonymes, voir filtrage.
En sécurité informatique, le filtrage par adresse MAC est une méthode de contrôle d'accès au réseau informatique, basée sur l'adresse MAC physique de la carte connectée au réseau.
Une adresse MAC physique est une adresse unique, assignée à chaque carte réseau, commutateur (switch), routeur, caméra IP, etc. Ainsi, utiliser le filtrage par adresse MAC sur un réseau informatique permet de contrôler l'accès au réseau d'équipements définis dans une liste blanche, une liste noire, un script, la configuration d'un pare-feu. Cette technique n'est effective qu'au sein d'un réseau local car l'adresse MAC n'est pas conservée après passage par un routeur.
Le filtrage par adresse MAC est une méthode concurrente, ou complémentaire, au filtrage par port, et au filtrage par adresse IP.

## Avantages et inconvénients du filtrage par adresses MAC
- Avantage : les adresses IP des machines peuvent être administrées au niveau du routeur sans avoir à modifier individuellement les paramètres de filtrage (ex : DHCP) des clients.
- Inconvénient : le travail de collecte des adresses MAC peut être fastidieux dans un grand réseau.
- Inconvénient : en cas de changement de la carte réseau, la configuration du système de filtrage doit être adaptée.

## Difficulté de mise en œuvre
Le filtrage sur adresse MAC des connexions sur un point d'accès Wi-Fi peut être réalisé.
Depuis 2014, certains équipements utilisent une adresse MAC aléatoire pour scruter les réseaux Wi-Fi disponibles, et n'utilisent leur véritable adresse MAC qu'une fois connectés,,.
Cette disposition complique, voire empêche, ces équipements de se connecter aux réseaux Wi-Fi pratiquant un filtrage des connexions sur adresse MAC.

## MAC Spoofing
La technique qui consiste à usurper l'adresse MAC d'une machine autorisée est appelée « MAC Spoofing », à ne pas confondre avec l'« ARP Spoofing » qui consiste à détourner un flux vers une nouvelle adresse MAC.

## Fausses idées concernant le filtrage par adresse MAC
Contrairement aux idées reçues, l'usurpation d'adresse MAC est très facile à réaliser, ce n'est donc pas un moyen de sécuriser l'accès à ses équipements Wi-Fi. En effet il faut distinguer l'adresse MAC physique de l'adresse MAC logicielle. L'adresse physique est en effet difficile à modifier, mais celle-ci sert uniquement d'adresse MAC par défaut pour établir les connexions réseau. C'est le système d'exploitation qui choisit la(les) adresse(s) MAC avec laquelle(lesquelles) il désire communiquer.
Une bonne politique de sécurité ne doit donc pas reposer sur l'adresse MAC, puisque dans le cadre d'une connexion réseau, celle-ci n'est que logicielle.

### Exemple
Sous le système d'exploitation Linux, il suffit de 2 lignes de commandes pour changer l'adresse MAC de sa carte réseau:
```
ifconfig wlan0 down
ifconfig wlan0 hw ether <adresse_mac_quelconque> up
```

## Anonymat
Le changement d'adresse MAC est aussi un des éléments qui permettent de conserver son anonymat, en optant pour une adresse MAC aléatoire ou par exemple "00:11:22:33:44:55".

## Comment identifier l'adresse MAC d'une carte réseau
Pour identifier l'adresse MAC de chacune des cartes d'interface réseau (Ethernet, WIFI) présentes dans un PC.
- Sous Windows : ouvrir « démarrer » puis « exécuter », taper « cmd », puis taper « ipconfig /all ». L'adresse IP ainsi que l'adresse MAC apparaissent. Il existe également la commande « getmac /v ».
- Sous GNU/Linux et MacOS X : ouvrir un terminal, et taper la commande « ifconfig ».

## Comment modifier l'adresse MAC logicielle d'une carte réseau
- Avec Network Manager (Linux) : ouvrir la liste des réseaux favoris, et dans les propriétés d'une connexion modifier le champ "Adresse MAC clonée" en écrivant par exemple "00:11:22:33:44:55".
- Sous Windows : le changement d'adresse MAC se fait en modifiant manuellement une clé de registre. Avec certains pilotes, l'adresse MAC peut directement être modifiée dans les propriétés avancées de la carte réseau.